# Ispidina
Az Ispidina a madarak osztályának szalakótaalakúak (Coraciiformes) rendjébe, ezen belül a jégmadárfélék (Alcedinidae) családjába és a Alcedininae alcsaládjába tartozó nem. A nem besorolása vitatott, egyes szervezetek szerint a Ceyx nembe tartoznak ezek a fajok is.

## Rendszerezésük
A nemet Johann Jakob Kaup német természettudós írta le 1848-ban, az alábbi fajok tartoznak ide:
- kongói törpejégmadár (Ispidina  lecontei[1] vagy Ceyx lecontei)[2]
- natali törpejégmadár (Ispidina  pictus[1] vagy Ceyx pictus)[2]